# نبیل صباح
نبیل صباح (عربی: نبيل صباح زغير الهليجي؛ زادهٔ ۱ ژوئیهٔ ۱۹۹۰) یک بازیکن فوتبال اهل عراق است.
از باشگاه‌هایی که در آن بازی کرده‌است می‌توان به الشرطه، الکهربا، و اربیل اشاره کرد.
وی همچنین در تیم‌های ملی فوتبال زیر ۲۳ سال عراق و بزرگسالان عراق بازی کرده‌است.